# Istraživanje Arktika
- oko 330. – Pytheas iz Massilije dolazi do otoka Thule (vjerojatno Island).
- oko 800. – Irski monasi dopiru do Islanda, a Normani oko 860.
- oko 900. – Normanac Gunnbjorn ugleda Grenland, kojeg 982. prvi put posjećuje Erik Röde.
- 1194. – Normani otkrivaju Svalbard.
- 1267. – Normani dolaze na zapadnu obalu Grenlanda.
- 1576. : 1578. - M. Frobisher ugleda južnu obalu Grenlanda.
- 1596. – W. Barents iznova otkriva Svalbard i Medvjeđi otok.
- 1831. – John i James Ross određuju sjeverni magnetski pol Zemlje na kanadskom poluotoku Boothia.
- 1845. – J. Franklin traži sjeverozapadni prolaz između Sjeverne Amerike i američko-arktičkog arhipelaga.
- 1873. : 1874. – J. Payer i K. Weyprecht otkrivaju otočnu skupinu, Zemlju Franje Josipa.
- 1878. : 1879. – A.E. Nordenskjöld brodom "Vega" prvi prolazi kroz Sjeveroistočni prolaz.
- 1888. – F. Nansen prvi prelazi preko Grenlanda od istoka prema zapadu.
- 1891. : 1895. – R.E. Peary preko Grenlanda dopire preko njegove sjeverne obale i utvrđuje se da je Grenland otok.
- 1893. : 1896. – F. Nansen brodom "Fram" pokuševa preko Novosibirskih otoka stići do Sjevernog pola.
- 1897. – S.A. Andreé balonom pokušava stići do Ajevernoga pola.
- 1898. : 1899. – S.O. Marakov prvi se služi ledolomcem za polarna istraživanja.
- 1903. : 1906. – R. Amundsen brodom "Gjöa" prvi prolazi kroz Sjeverozapadni prolaz.
- 1909. – R.E. Peary dopire do Sjevernog pola.
- 1914. – Ruski pilot I.I. Nagurski poduzima prvi let zrakoplovom preko Novaje zemlje i Barentsova mora.
- 1926. – R. Byrd leti od Svalbarda do Sjevernog pola i natrag. L. Ellsworth, R. Amundsen i U. Nobile lete preko Pola na poluotok Aljasku.
- 1928. – U. Nobile zrakoplovom "Italia" leti preko Sjevernog ledenog mora. Nakon nesretnog završetka drugog leta posadu spašava ledolomac "Krasin".
- 1929. : 1930. – A. Wegener istražuje unutrašnjost Grenlanda.
- 1931. – Let zrakoplova "Graf Zeppelin" preko Zemlje Franje Josipa, Sjeverne Zemlje i sjevernog Sibira.
- 1931. – G.H. Wilkins pokušava ispod leda podmornicom "Nautilus" stići do Sjeverna pola.
- 1937. : 1938. – Prva sovjetska istraživačka stanica na santi pod vodstvom J.D. Papanjina.
- 1937. – Sovjetski pilot Čkalov bez slijetanja leti iz Moskve preko Ajevernoga pola do Vancouvera u Kanadi.
- 1948. – Sovjetski istraživači otkrivaju podmorski hrbat Lomonosov.
- 1950. : 1965. – Nastavljaju se sovjetska istraživanja Arktika na plutajućim santama.
- 1958. – Američka atomska podmornica "Nautilus" prošla je ispod leda preko Sjevernoga pola.